# Трг Конкорд
Трг Конкорд (фр. Place de la Concorde, „Трг слоге“) је највећи трг Париза. Налази се у центру града у осмом арондисману. Од њега полази авенија Јелисејска поља и простире се до Тријумфалне капије. После трга Кинконс у Бордоу, то је други највећи трг Француске. 
Трг је обликован између 1755. и 1775. као трг Луја XV, да би дао одговарајуће окружење краљевој коњичкој статуи. Сам краљ је изабрао простор на крају парка Тиљерије. Архитект је био Жак Анж Габријел, који је трг осмислио као осмоугаони простор. Током Француске револуције ова статуа је уништена, а трг преименован у трг Револуције (Place de la Révolution). На њему је 1793. постављена гиљотина. Овде су у наредне две и по године погубљене 1119 особа, између осталих краљ Луј XVI, краљица Марија Антоанета, Жорж Дантон и Максимилијен Робеспјер. По окончању јакобинског терора 1795. трг је добио садашње име, а од 1830. ово име је дефинитивно потврђено. Луј Филип, краљ-грађанин, хтео је да на трг постави неутралан споменик. Египатски вице-краљ Мехемет Али је обећао француској влади пар древних египатских обелиска, од којих је први и једини стигао у Париз у децембру 1833. Обелиск је стар 3200 година и потиче са улаза у храм у Луксору. Званично, обелиск је дат у знак захвалности за доприносе Жан-Франсоа Шамполиона у области египтологије. Обелиск од 1836. стоји у центру трга Конкорд. 
Трг красе две фонтане (фонтана река и фонтана мора) и осам алегоријских женских статуа које представљају француске градове: Бордо, Лил, Брест, Руан, Лион, Марсеј, Нант и Стразбур. 
На тргу се налази француско министарство поморства. 